# Syllable Desktop
Syllable Desktop是一款已停止開發、為Pentium及兼容處理器構建的自由開源操作系统，用意是為家庭及小型辦公室用戶提供一款容易使用的桌面操作系統。該操作系統於2002年7月從AtheOS成為獨立分支。
該系統具備一個原生瀏覽器（Webster，基於Webkit開發）、電子郵件用戶端（Whisper）、媒體播放器、集成开发环境（IDE）以及其他應用程式。
Syllable OS的衍生版本是同樣基於Linux內核開發的Syllable Server。

## 特色
根據官方網站資料，該系統特色包括：
- 原生64位元日志文件系统，名為AtheOS檔案系統（AtheOS File System，簡稱「AFS」；不應與簡稱相同的安德魯檔案系統（Andrew File System）混淆）
- 面向C++的应用程序接口
- 基於原生GUI架構、面向对象程序设计的圖像桌面环境
- 大致符合可移植操作系统接口
- 軟件移植，包括Vim、Perl、Python、Apache等
- GNU工具链（GCC、Glibc、Binutils、Make）
- 基於多線程的搶佔式多任务处理
- 支援对称多处理（多個中央处理器）
- 大部份常見硬件（視訊、聲音、網絡芯片）的裝置驱动程序
- 支援FAT（讀取／寫入）、NTFS（僅讀取）及ext2（僅讀取）檔案系統的驅動程式
- 採用Rebol作為系統脚本语言

## 延伸閱讀
- Michael Saunders (2 August 2004) Syllable - The Little OS with a Big Future（页面存档备份，存于）, OSNews（英语：OSNews）
- Jeff Park (23 August 2006) Syllable: A different open source OS（页面存档备份，存于）, Linux.com
- Rohan Pearce (30 August 2011) Developer Q&A: Syllable OS（页面存档备份，存于）, Techworld（英语：Techworld）

## 外部連結
- 官方網站（页面存档备份，存于）